# A háborúszimfóniák: Sosztakovics Sztálin ellen
A háborúszimfóniák: Sosztakovics Sztálin ellen (angolul: The War Symphonies: Shostakovich Against Stalin; más címen: Sosztakovics Sztálin ellen: A háborúszimfóniák) 1997-ben készült dokumentumfilm Dimitrij Sosztakovics szovjet zeneszerzőről. A film az 1936 és 1945 közti időszakra összpontosít, amikor Sosztakovics megkomponálta a IV., V., VI., VII., VIII. és IX. szimfóniát, de röviden kitér a zeneszerző életművének egyéb darabjaira is, mint például A Mcenszki járás Lady Machbetjére.

## Produkció
A film Szolomon Moiszejevics Volkov Testamentum című könyvében megalapozott revizionista nézőpontból mutatja be Sosztakovicsot. E nézet szerint Sosztakovics szembehelyezkedett Joszif Sztálin államvezetésével, és a szovjet rendszer idején keletkezett kompozícióiba kormányellenes utalásokat is elrejtett. A zenetudósok körében vita tárgyát képezi, hogy Sosztakovics munkásságának eme értelmezése milyen mértékben fedi a valóságot.
A film narrátora, Sosztakovics hangjának szerepében, Graham Haley. A filmet Oroszországban forgatták, a szimfóniákat pedig a holland Radio Filharmonikus Zenekar és a Kirov Zenekar adta elő Valerij Gergijev vezényletével. Gergijevvel, ahogyan Sosztakovics néhány kortársával, interjú is készült; a film egyik legmeghatóbb beszámolója a VII. szimfónia Leningrad ostromának idején zajló premierének egyik résztvevőjéé. A meginterjúvoltak listája majdnem teljesen lefedi azokét, akiket Elizabeth Wilson Sosztakovics: Megemlékezés egy életről című, két évvel a film produkciója előtt megjelent könyvében is idéz; Weinstein a forgatókönyvéhez sokat merített ebből a revizionista műből. A filmben a szovjet korszak archív felvételei keverednek a kortárs filmekkel, a „zene, kép és szinkronhang szerkesztése pedig gyakran mesteri”.
A háborúszimfóniák 2005-ben DVD-n is megjelent a Philips kiadásában.

## Fogadtatás
Ian Macdonald, a revizionista nézeteket valló zenetudós megjegyezte: „azok, akik makacson tagadják Sosztakovics antikommunista álláspontját, vagy nem ismerik be, hogy a zenéje több, mint tiszta absztrakció, ellenszenvvel fogadhatják Weinstein megközelítését. Hagyjuk őket. Kényelmetlenségük oka láthatóan gyógyíthatatlan történelmi tudatlanságuk: ezért megérdemlik, hogy ez a program kellemetlenül érintse őket.” Ezzel szemben az antirevizionista Royal Brown szerint „a zeneszerzőt megrémítette volna szerzeményeinek Mickeyegér-szerű feldolgozása”.
John McCannon megjegyezte, hogy a film „enyhén (már-már érthetően) közelít a tárgyával való túlazonosuláshoz”, ugyanakkor dicséri annak „figyelemreméltó érzelmi erejét, valamint pikáns iróniaérzékét”. Brad Eden szorgalmazta, hogy a filmet felhasználják az egyetemi zene- és történelemoktatásban, kiemelve „intenzív történelmi perspektíváját”. David Haas kritizálta ugyan a narrátort, mint Sosztakovics valószerűtlen megtestesítőjét, de dicsérte a „produkció technikai találékonyságát és művésziességét”.

### Díjak
- Nemzetközi Emmy-díj a legjobb művészeti dokumentumfilmért
- Az Amerikai Történelmi Egyesület az Év filmje díja
- Gemini-díj a legjobb előadóművészeti programért [11]

## Fordítás
Ez a szócikk részben vagy egészben  a   The War Symphonies: Shostakovich Against Stalin című angol Wikipédia-szócikk ezen változatának fordításán alapul.  Az eredeti cikk szerkesztőit annak laptörténete sorolja fel. Ez a jelzés csupán a megfogalmazás eredetét és a szerzői jogokat jelzi, nem szolgál a cikkben szereplő információk forrásmegjelöléseként.